# مالاوره
مالاوره (به لاتین: Mallavere) یک منطقهٔ مسکونی در استونی است که در دهستان راسیکو واقع شده‌است.